# Fürleger con el cabello suelto
El retrato de la Fürleger con el cabello suelto es un óleo sobre tabla de 56 x 43 cm de Alberto Durero, de 1497 y conservado en el Instituto de arte Städel de Fráncfort. La obra está rubricada con el conocido monograma del pintor y hace pareja con la Fürleger con el cabello recogido, en la Gemäldegalerie de Berlín.

## Historia y descripción

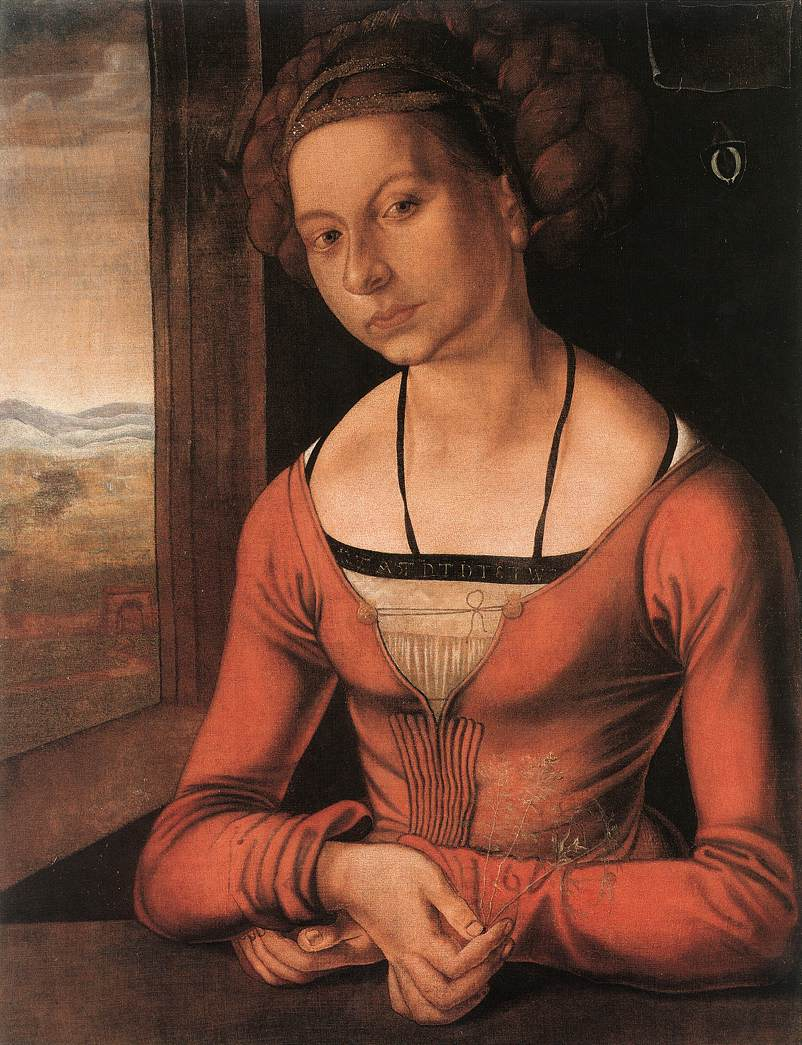
Fürleger con el cabello recogido.

Después de retratar a Federico el Sabio en 1496 Durero empezó a ser un codiciado pintor entre la aristocracia de Núremberg. En 1497 le encargaron dos retratos de las hermanas Fürleger, de tamaño similar pero probablemente no compuestos en díptico, debido a las diferencias en el fondo. Ambas fueron retratadas cerca del momento del matrimonio: una a punto de entrar como novicia en un convento y la otra a punto de convertirse en esposa. Durero logró indicar los dos destinos diferentes no solo con el distinto porte, sino también con el contraste cromático. Los dos escudos en ambos retratos caracterizan también a las dos figuras femeninas: mientras uno presenta una pequeña cruz insertada entre dos peces heráldicos, indicando así que la joven pertenece a una orden religiosa, el otro escudo presenta un lirio entre los peces, indicando que la mujer retratada forma parte de una familia de la burguesía.
La Fürleger "con el cabello suelto" aparece sobre un fondo neutro verde, recogida en oración, con un rosario en las manos y con la mirada humildemente dirigida hacia abajo. Extraordinaria es la representación de los rizos de la melena, capturando sus reflejos brillantes con un detallado realismo digno de los mejores artistas flamencos.